# Гейнцен, Карл Петер
Карл Петер Гейнцен (нем. Karl Peter Heinzen; 22 февраля 1809, Гревенброх, Пруссия, — 12 ноября 1880, Бостон, США) — немецкий публицист, руководитель баденской революции, агитатор и сторонник радикального преобразования Европы на республиканских основах.

## Биография
Известность как публицист получил после участия в «Leipziger Allgemeine Zeitung» и «Rheinische Zeitung». Имея опыт чиновника, в 1845 году в Дармштадте выпустил монографию «Прусская бюрократия» (Die preussische Bureaukratie). После конфликтов с местной бюрократией Гейнцен и его друг Густав фон Струве иммигрировали в Англию. Оттуда Гейнцен перебрался в США. Планы организовать женское училище сменились у Гейнцена изданием радикального журнала (иногда называется «газета») «Пионер» (Pionier). В Бостоне выпустил в свет «Gesammelten Schriften». Гейнцен занимал радикальные позиции в вопросе о превращении раздробленной Германии в республиканскую федерацию автономных земель. Основная ошибка Гейнцена заключалась в уверенности относительно того, что установление демократической республики автоматически разрешит экономические проблемы Европы 1840-х годов.
Неоднократно упомянут в творчестве Александра Герцена, который в пятой части воспоминаний «Былое и думы» назвал Гейнцена «Собакевичем немецкой революции». Среди русской эмиграции репутация Гейнцена основывалась на «каннибальских выходках». В частности, на публичном заявлении о необходимости, в пересказе Герцена, «избить два миллиона человек на земном шаре — и дело революции пойдет как по маслу». Вместе с тем Герцен полагал, что в ходе полемики Карла Гейнцена и Карла Маркса имели место нарушения этического характера. Взгляды Гейнцена подверглись критике со стороны члена Союза коммунистов, рабочего-наборщика Стефана Борна (Симона Буттермильха), который в 1847 году в Берне выпустил брошюру «Государство Гейнцена».
Против ненаучной и ложной демократической позиции Карла Гейнцена Фридрих Энгельс и Карл Маркс выступили в памфлетном жанре на страницах «Немецкой брюссельской газеты» (Брюссель). Энгельс был вынужден написать памфлет «Коммунисты и Карл Гейнцен» (1847) после того, как 26 сентября 1847 года Гейнцен ополчился на коммунистов в поддержку «революционеров». По мнению Энгельса, монография «Прусская бюрократия» (1845) вторична по отношению к книге Якоба Венедея «Пруссия и пруссачество» (1839). Гейнцен продолжил обострившуюся дискуссию, выступив 21 октября 1847 года с «Манифестом» (Em «Reprasentant» der Kommunisten). После оскорбительных ответов Энгельсу со стороны Гейнцена в статье «„Представитель“ коммунистов» Маркс подвел итог спору в памфлете «Морализирующая критика и критизирующая мораль» (1847). Политическую позицию Гейнцена Маркс сравнил с риторикой владетельного князя немецкого государства Рёйсс младшей линии — Генриха LXXXII Рейса-Лобенштейна-Эберсдорфа. Ф. Меринг полагал, что в памфлете «Морализирующая критика и критизирующая мораль» автором была занята позиция, благодаря «которой Маркс чинил суд над прошлым радикальным фразёрством».
Испытывая ненависть к монархической власти, Гейнцен полагал, что коммунисты «пытаются предохранить монархов от опасности посредством революционной фонтанели». Благодаря радикальному мировоззрению Гейнцен стал одним из создателей так называемой «философии бомбы». Публицистические усилия Гейнцена были направлены на опровержение морального запрета на многократные убийства в политической борьбе. Наиболее резонансная статья Гейнцена «Убийство» (1849) содержала тезис об относительности морали, которая объявлялась устаревшим понятием в свете целесообразности адресных убийств противников действующей власти. В частности, о конфликте революционеров с властью: «Их лозунг — убийство, наш ответ — убийство. Им необходимо убийство, мы платим убийством же. Убийство — их аргумент, в убийстве — наше опровержение». Среди призывов к максимальному хаосу боевые взгляды Гейнцена содержали предсказания отравляющего газа и ракет, способных вести «охоту» за человеком. Задолго до Ницше и Гитлера Гейнцен писал: «Если нам потребуется поразить половину континента или пролить море крови,… нас не будет мучить совесть». Концепция Гейнцена получила закономерное развитие в теориях Михаила Бакунина и Пётра Кропоткина, выдвинувших доктрину «пропаганды действием». Сегодня практики, теоретики и исследователи проблемы насилия признают Гейнцена основоположником теории современного терроризма.

## Цитаты
- «… нет более важного социального вопроса, чем вопрос о монархии и республике».
- Не экономика, но «насилие служит исходным пунктом исторического развития».
- Коммунисты «понимают политику лишь в том случае, когда она попадает на фабрику или выходит из неё».